# Звездане стазе: Изван граница
Звездане стазе: Изван граница (енгл. Star Trek Beyond) амерички је научнофантастични филм из 2016. године, режисера Џастина Лина, према сценарију који су написали Сајмон Пег и Даг Џанг. Ово је тринаести по реду филм франшизе Звездане стазе и треће остварење у рибут серијалу. Главне улоге из претходна два филма понављају Крис Пајн, Закари Квинто, Сајмон Пег, Карл Ербан, Зои Салдана, Џон Чо и Антон Јелчин, којима се придружују Идрис Елба, Софија Бутела, Џо Таслим и Лидија Вилсон.
Снимање је почело 25. јуна 2015. године у Ванкуверу. Филм је премијерно приказан 7. јула 2016. у Сиднеју, док је у америчким биоскопима објављен 22. јула исте године. Глумац Антон Јелчин је само месец дана пре премијере погинуо у саобраћајној несрећи, па је филм посвећен њему, као и Ленарду Нимоју, који је раније тумачио Спока. Филм је покупио позитивне критике, у којима се посебно похваљују глумци, визуелни ефекти и одавање почасти Јелчину и Нимоју. Зарадио је преко 343 милиона долара широм света и био номинован за Оскара у категорији за најбољу шминку.

## Радња
Звездани брод Ентерпрајз стиже у звездану базу Јорктаун ради допуне залиха и одмора посаде. Док покушава да пронађе смисао на средини њихове петогодишње истраживачке мисије, капетан Џејмс Т. Кирк је поднео захтев за унапређење у чин вицеадмирала, препоручујући Спока као свог наследника. У међувремену, Хикару Сулу се поново среће са својом породицом, Монтгомери Скоти ради на одржавању брода, а Спок и Ухура прекидају своју везу. Ускоро Спок добија вест са Новог Вулкана да је амбасадор Спок — његов двојник из алтернативне стварности — преминуо.
Ентерпрајз добија задатак да крене у мисију спасавања након што спасилачка капсула залута из оближње неистражене маглине. Њена путница, Калара, тврди да је њен брод заглављен на Алтамиду, планети унутар маглине. По доласку, масивни рој малих бродова напада Ентерпрајз и разара га. Вођа ројa, Крал, и његова посада упадају на осакаћени Ентерпрајз, заробљавају и убијају многе чланове посаде и покушавају да преузму Абронат — реликвију пронађену током недавне мисије. Кирк наређује посади да напусти брод, остављајући командну секцију брода да се сруши на оближњу планету Алтамид.
На планети, Крал заробљава Сулуа, Ухуру и друге преживеле. Кирк и Павел Чехов, у пратњи Каларе, проналазе командну секцију брода. Схватајући да је Калара знала за напад, Кирк је наведе да се открије као Кралов шпијун. Она гине када Кирк и Чехов побегну Краловим војницима и преврну остатак брода, згњечивши је. Доктор Ленард Мекој и рањени Спок траже друге преживеле на другој страни планете. Спок каже Мекоју да је раскинуо са Ухуром и да напушта Звездану флоту како би помогао преживелим Вулканцима и наставио рад покојног амбасадора Спока.
Џејла, сакупљачица отпада која је раније побегла из Краловог логора где јој је отац убијен, спасава Скотија и води га у свој импровизовани дом — звездани брод Френклин, који је нестао пре више од једног века. Скоти се поново среће са Кирком, Чеховом, Мекојем и Споком. Крал приморава заробљене чланове посаде Ентерпрајза да му предају Абронат, а затим га користи да заврши древно биолошко оружје. Са завршеним уређајем, Крал намерава да убије становнике Јорктауна, а затим да искористи базу за напад на Уједињену Федерацију Планета. Кирк и остали ослобађају посаду, док Крал полеће у свемир са оружјем, предводећи рој према Јорктауну.
Преживели са Ентерпрајза оспособљавају Френклин и полећу у потеру за Кралом. Теоретишући да систем ројa може бити осетљив на високе фреквенције попут VHF или радио сигнала, емитују песму Sabotage како би га омели и уништили. Крал се суочава са Френклином унутар Јорктауна. Ухура, Кирк и Скоти из дневника брода откривају да је Крал заправо Балтазар Едисон, бивши капетан Френклина. Као пре-федерацијски војник, Едисон је одбацио принципе Федерације попут јединства и сарадње са бившим непријатељима као што су Зинди и Ромуланци. Када су он и његова посада били заробљени на Алтамиду због црвоточине, преживели су користећи технологију изумрле домородачке расе како би продужили своје животе, науштрб других. Од њихових некадашњих рударских дронова направили су рој. Уверен да их је Федерација напустила, Едисон је планирао да уништи Федерацију и поново покрене галактички сукоб.
Кирк гони Едисона у вентилациони систем Јорктауна, где Едисон активира биолошко оружје. Пре него што се може проширити, Кирк га избацује у свемир заједно са Едисоном, где оружје дезинтегрише Едисона. Уз помоћ заплењеног ванземаљског брода, Спок и Мекој спасавају Кирка у последњем тренутку пре него што и он буде избачен у свемир.
Комодор Парис затвара случајеве капетана Едисона и посаде Френклина. Иако му је понуђено унапређење у вицеадмирала, Кирк одлучује да остане капетан; Спок, након што пронађе фотографију посаде Ентерпрајза амбасадора Спока, одлучује да остане у Звезданој флоти и обнови своју везу са Ухуром. По Кирковој препоруци, Џејла бива примљена у Звездану академију. Док посада слави Кирков рођендан, гледају изградњу свог новог брода — Ентерпрајз-А — и настављају своју мисију.

## Улоге
| Глумац          | Улога                  |
| --------------- | ---------------------- |
| Крис Пајн       | Џејмс Т. Кирк          |
| Закари Квинто   | Спок                   |
| Карл Ербан      | Ленард Мекој           |
| Зои Салдана     | Ниота Ухура            |
| Сајмон Пег      | Монтгомери Скот        |
| Џон Чо          | Хикару Сулу            |
| Антон Јелчин    | Павел Чехов            |
| Идрис Елба      | Балтазар Едисон / Крал |
| Софија Бутела   | Џејла                  |
| Џо Таслим       | Андерсон Ле / Манас    |
| Лидија Вилсон   | Џесика Волф / Калара   |
| Дип Рој         | Кинсер                 |
| Мелиса Роксбург | Сил                    |
| Шоре Агдашлу    | комодор Парис          |